# Sandro Ceppolino
Alessandro Diego Ceppolino, detto Sandro (Villa Ballester, 8 agosto 1974), è un ex rugbista a 15 italiano di origine argentina, già tre quarti centro di Piacenza e Viadana e 5 volte internazionale per l'Italia.

## Biografia
Nativo della provincia di Buenos Aires, si formò rugbisticamente nel club dell'Università nazionale di Córdoba.
Di chiare origini italiane, nel 1997 venne ingaggiato in Italia dal Piacenza militante in serie A1, dove disputò alcune stagioni col fratello Claudio, anch'egli rugbista di ruolo apertura.
Entrò a far parte del gruppo di oriundi che sotto la gestione di Massimo Mascioletti (1999) furono convocati nella Nazionale italiana e disputò 5 incontri in azzurro, l'ultimo dei quali durante la Coppa del Mondo in Galles, quello perso 3-101 contro la Nuova Zelanda.
Passato nel 2001 al Viadana, rimase nella squadra lombarda 5 stagioni, nel corso delle quali vinse uno scudetto e una Coppa Italia.
Ritiratosi nel 2006 dall'agonismo professionistico, ha giocato anche per 2 stagioni (2008/09 e 2009/10) nel VII Rugby Torino, squadra che militava nel campionato di serie C1.
Ha fatto anche parte nello staff tecnico del Volpiano Rugby, club della provincia torinese.

## Palmarès
- Campionati italiani: 1
Viadana: 2001-02
- Coppe Italia: 1
Viadana: 2002-03